# Baczyński – Pieśń o szczęściu
Baczyński – Pieśń o szczęściu – singel promujący muzykę z filmu Baczyński, wykonany przez twórców muzyki alternatywnej: zespół Czesław Śpiewa i Melę Koteluk. Utwór jest interpretacją fragmentu poematu „Szczęśliwe drogi” Krzysztofa Kamila Baczyńskiego. Muzykę napisał Czesław Mozil. Radiowa premiera singla miała miejsce 15 lutego 2013 r. w Programie I Polskiego Radia.

## Twórcy
- Czesław Mozil – wokal, kompozycja, pianino
- Mela Koteluk – wokal
- Marie Louise von Bülow – kontrabas, flet
- Troels Drasbeck – perkusja akustyczna i elektryczna
- Martin Bennebo – akordeon
- Hans Find Mřller – gitara akustyczna i elektryczna
- Karen Duelund Guastavino – klarnet basowy
- Jakob Munck Mortensen – tuba, puzon, trąbka, “parówka”
- aranżacja – von Bülow, Drasbeck, Bennebo, Mřller, Guastavino, Mortensen, Mozil
- produkcja muzyczna i nagranie – Marie Louise Von Bülow i Troels Drasbeck (w Bauneholm Studio, Dania, styczeń 2013); nagranie wokali – Marcin Gajko (w Studio 7, Piaseczno, styczeń 2013)
- mastering – Mikkel Gemzře w Studio C4, Dania

## Lista utworów
| 1. | "Baczyński – Pieśń o szczęściu" | 3:20  |
|    |                                 |       |
|    |                                 | 03:20 |
|    |                                 |       |

## Notowania
| Media                          | Lista przebojów                 | Najwyższa pozycja |
| ------------------------------ | ------------------------------- | ----------------- |
| Portal Młody Wschód            | Młodowschodnia Lista Przebojów  | 2                 |
| Program Trzeci Polskiego Radia | LP3                             | 2                 |
| Radio Szczecin                 | SLiP                            | 9                 |
| RDN                            | Extralista                      | 2                 |
| RMF Classic                    | Lista Przebojów Muzyki Filmowej | 3                 |

## Teledysk
Za realizację odpowiadają Kordian Piwowarski i Anna Piwowarska, zdjęcia wykonał Łukasz Żal. Wideoklip pokazuje fragmenty filmu i ujęcia Czesława Mozila i Meli Koteluk w studio nagraniowym. Premiera teledysku odbyła się 14 lutego 2013.